# Liste der Staatschefs der Provinz Honduras
Zum Zeitpunkt der Unabhängigkeit Zentralamerikas von Spanien im Jahre 1821 war Honduras geteilt in die Provinzen Comayagua und Tegucigalpa mit je einem Gouverneur an der Spitze.
| Liste der Gouverneure der Provinz Comayagua              | Liste der Gouverneure der Provinz Comayagua | Liste der Gouverneure der Provinz Comayagua |
| Name                                                     | Lebensdaten                                 | Amtszeit                                    |
| -------------------------------------------------------- | ------------------------------------------- | ------------------------------------------- |
| José Gregorio Tinoco de Contreras                        |                                             | 28. September 1821 – 21. November 1821      |
| Juan Nepomuceno Fernández Lindo y Zelaya                 | 1790 – 1857                                 | 21. November 1821 – 1. Februar 1824         |
| Severino Quiñónez                                        |                                             | 1. Februar 1824 – 13. April 1824            |
| José Santos Díaz del Valle                               |                                             | 13. April 1824 – 16. September 1824         |
| Liste der Gouverneure der Provinz Tegucigalpa            |                                             |                                             |
| Name                                                     | Lebensdaten                                 | Amtszeit                                    |
| Esteban Guardiola Amorós                                 |                                             | 29. September 1821 – 18. Dezember 1821      |
| Simón Gutiérrez                                          |                                             | 18. Dezember 1821 – 31. Dezember 1821       |
| Francisco Juárez                                         |                                             | 31. Dezember 1821 – 28. März 1823           |
| José Dionisio de la Trinidad de Herrera y Díaz del Valle | 1781 – 1850                                 | 28. März 1823 – 16. September 1824          |

Mit Wirkung vom 16. September 1824 schlossen sich beide Provinzen zur Provinz (bzw. zum Bundesstaat) Honduras innerhalb der Zentralamerikanischen Konföderation zusammen. Mit Dekret vom 12. November 1838 erklärte Honduras seinen Austritt aus der Zentralamerikanischen Konföderation und wurde damit ein unabhängiger Staat. Dies wurde formell manifestiert durch die Verabschiedung der neuen Verfassung am 11. Januar 1839.
| Liste der Staatschefs der Provinz Honduras               | Liste der Staatschefs der Provinz Honduras | Liste der Staatschefs der Provinz Honduras |
| Name                                                     | Lebensdaten                                | Amtszeit                                   |
| -------------------------------------------------------- | ------------------------------------------ | ------------------------------------------ |
| José Dionisio de la Trinidad de Herrera y Díaz del Valle | 1781 – 1850                                | 16. September 1824 – 10. Mai 1827          |
| José Justo Milla Pineda                                  | 1794 – 1838                                | 10. Mai 1827 – 13. September 1827          |
| Cleto Bendaña                                            |                                            | 13. September 1827 – 24. Oktober 1827      |
| José Jerónimo de Zelaya Fiallos                          |                                            | 27. Oktober 1827 – 11. November 1827       |
| Miguel Eusebio Bustamante Lardizábal                     | 1780 – 1869                                | 11. November 1827 – 26. November 1827      |
| José Francisco Morazán Quezada                           | 1792 – 1842                                | 27. November 1827 – 7. März 1829           |
| Diego Vigil Cocaña                                       | 1799 – 1845                                | 7. März 1829 – 2. Dezember 1829            |
| José Francisco Morazán Quezada                           | s. o.                                      | 2. Dezember 1829 – 28. Juli 1830           |
| José Santos Díaz del Valle                               | 1793 – 1840                                | 28. Juli 1830 – 12. März 1831              |
| José María Antonio de la Cruz Márquez                    | 1802 – 1832                                | 12. März 1831 – 22. März 1832              |
| Francisco Milla Guevara                                  | 1789 – ?                                   | 22. März 1832 – 7. Januar 1833             |
| Joaquín Rivera Bragas                                    | 1795 – 1845                                | 7. Januar 1833 – 31. Dezember 1836         |
| José María Martínez Salinas                              |                                            | 1. Januar 1837 – 28. Mai 1837              |
| Justo Vicente José de Herrera y Díaz del Valle           | 1786 – 1856                                | 28. Mai 1837 – 3. September 1838           |
| José María Martínez Salinas                              |                                            | 3. September 1838 – 12. November 1838      |
| José Lino Matute                                         |                                            | 12. November 1838 – 9. Januar 1839         |
| Juan Francisco de Molina                                 |                                            | 9. Januar 1839 – 11. Januar 1839           |